# Đền thờ Công chúa Phất Kim

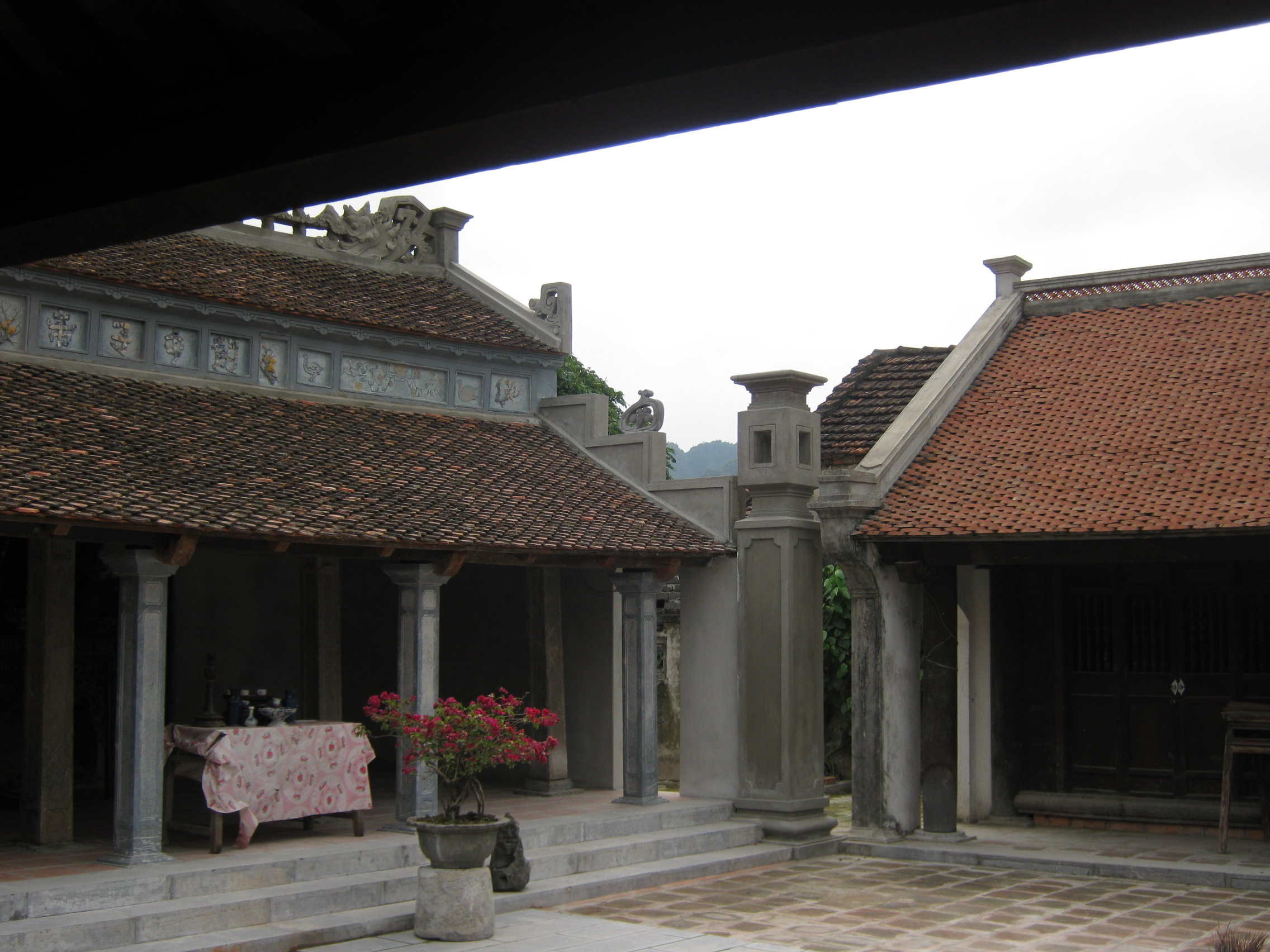
Đền thờ Công chúa Phất Kim ở cố đô Hoa Lư

Đền thờ Công chúa Phất Kim (còn gọi là phủ Bà Chúa) là ngôi đền nhỏ, thuộc Quần thể di tích Cố đô Hoa Lư, tỉnh Ninh Bình. Đền nằm trong khu dân cư làng cổ Yên Thành, xã Trường Yên. Đền nằm chính giữa, cách đều đền Vua Lê Đại Hành và phủ Vườn Thiên 300m.

## Vị trí và bố cục đền
Đền Phất Kim nằm trong một khuôn viên khá hẹp, gần cửa bắc vào khu trung tâm cố đô Hoa Lư, một mặt giáp đường làng cổ Yên Thành. Đền gồm có 3 tòa xếp kiểu chữ môn quay nhìn vào sân chính giữa. Tương truyền vị trí này nằm trên nền nhà của cung Vọng Nguyệt, nơi trước đây công chúa Phất Kim đã ở, rất gần chùa Nhất Trụ. Phía trước sân còn một cái giếng lớn, hình lục lăng, được coi là nơi công chúa Phất Kim đã tự vẫn.
Trong phủ trước đây có đôi câu đối nói lên khí tiết của công chúa:
鐵 石 一 心, 氣 懾 南 占 萬 里 / Thiết thạch nhất tâm, khí nhiếp Nam Chiêm vạn lý
金 鑲 二 字, 名 留 瞿 越 億 年 / Kim tương nhị tự, lưu danh Cồ Việt ức niên.
Tạm dịch là: Một tấm lòng son, khí át Nam Chiêm vạn dặm/Nhũ vàng hai chữ, tên lưu Cồ Việt muôn năm.
Trong phủ có bài vị đề chữ "Thục Tiết công chúa thần vị" (淑節公主神 位), gian tiền đường có bức đại tự "Đế nữ tử" (帝女子), và bốn chữ lớn nhấn vữa "Các trung đế tử" (閣中帝子).

## Công chúa Phất Kim
Phất Kim là một trong các con gái của Đinh Tiên Hoàng. Bà được gả cho Ngô Nhật Khánh, một sứ quân đầu hàng thuộc dòng dõi quý tộc nhà Ngô. Thời gian sau đó Nhật Khánh tìm cách áp giải Phất Kim trốn khỏi kinh thành Hoa Lư. Thuyền đi đến cửa bể Nam Giới, Nhật Khánh biết không thể đưa vợ đi cùng đành giận dữ đoạn tuyệt rồi bỏ mặc vợ quay về còn mình thì chạy sang Chiêm Thành. Công chúa Phất Kim trở về Hoa Lư và đi tu tại một ngôi chùa ở phía bắc kinh thành. Trong lúc nỗi đau đớn tuyệt vọng lên đỉnh điểm thì vua cha và người anh bị nghịch thần là Đỗ Thích sát hại. Lê Hoàn cùng hoàng hậu Dương Vân Nga lên làm nhiếp chính. Ngô Nhật Khánh và vua Chiêm Thành dẫn hơn một nghìn chiến thuyền thủy quân xuất chinh theo hai cửa biển Đại Ác và Thần Phù vào đánh Đại Cồ Việt cũng bị bão dìm chết. Công chúa Phất Kim đau đớn, xót xa, tuyệt vọng. Bà nhảy xuống giếng nước lầu Vọng Nguyệt, phía tây bắc kinh thành Hoa Lư tự vẫn.
Đối với bà mẹ Ngô Nhật Khánh, sau những diễn biến xấu dồn dập của chồng và con tràn đến, bà Ngô phu nhân xưa đồng thời là hoàng hậu của Đinh Tiên Hoàng đành ra khỏi Hoàng cung, lập một ngôi chùa ở ngoại thành Hoa Lư để tu hành, ngôi chùa đó có tên là Đàm Lư nhưng dân gian vẫn quen gọi là chùa Bà Ngô Lưu trữ ngày 13 tháng 9 năm 2014 tại Wayback Machine (nay nằm ở xóm Hoàng Long,Thôn trường Xuân, xã Trường Yên, Hoa Lư, Ninh Bình).
Đền thờ Phất Kim là một ngôi đền cổ suy tôn người phụ nữ thế kỷ X, hiền lành, trung hậu và chịu nhiều sóng gió cuộc đời; đồng thời giá trị tâm linh của ngôi đền còn thể hiện ở ý nghĩa: dù thời thế có đổi thay, thăng trầm nhưng những giá trị của cội nguồn văn hóa là mãi mãi trường tồn.